# Suni
Para o personagem bíblico Suni, filho de Gade, veja a Lista de personagens bíblicos menores.
Suni é uma comuna italiana da região da Sardenha, na província de Oristano,  com cerca de 1.235 habitantes. Estende-se por uma área de 47 km², tendo uma densidade populacional de 26 hab/km². Faz fronteira com Bosa, Flussio, Modolo, Pozzomaggiore (SS), Sagama, Sindia, Tinnura.